# Asadí Tusí
Abu Nasr ʿAlī ibn Ahmad Asadī Tūsī (persa: ابونصر علی بن احمد اسدی طوسی) (Tus, Jorasán, Irán – Tabriz, Azerbaiyán Oriental, Irán; 1072), fue un importante poeta épico persa. A veces transliterado como Asadi Tousi.

## Biografía
Asadí Tusí nació en la ciudad de Tus, en la provincia iraní de Jorasán. Si bien existe poca información acerca de su vida, se sabe que fue un importante poeta y tuvo notable interés por las matemáticas y la teología. Vivió hacia el siglo X (siglo V del calendario musulmán); a lo largo de esos años, gran parte de la provincia de Jorasán estuvo sujeta a ataques violentos de etnias turcas. Como consecuencia de estos ataques, muchos intelectuales tuvieron que emigrar y aquellos que se quedaron tuvieron que vivir una vida de reclusión. Entre aquellos que emigraron se hallaba Asadí Tusí, quien tras pasar los primeros veinte años de su vida en Tus emigró hacia la provincia de Azerbaiyán, donde habría de permanecer hasta su muerte. Ya radicado en la provincia de Azerbaiyán, en un principio sirvió como poeta en la corte del rey dailamita Abū Naṣr Jastān. Fue ahí donde Asadí Tusí copió hacia el año 1056 (447 AH) un texto farmacológico titulado Ketāb al-abnīa ʿan ḥaqāʾeq al-adwīa escrito por Abū Manṣūr Heravī, del cual se conoce que es el manuscrito persa más antiguo encontrado hasta el momento. Más tarde sirvió en la corte de Abū Dolaf Šaybānī, rey de Najicheván, a quien le dedicó el Garshāspnāma. Finalmente se le encuentra en la corte del rey shaddádida Manushihr ibn Abul Aswar en Ani.
Su obra más importante es el Libro de Garshāsp o Épica de Garshāsp (گرشاسپ‌نام, Garshāspnāma), poema épico que consta de 9000 versos en métrica motaqāreb, obra iniciada alrededor del año 1063 a pedido de Mohammad ibn Esmāʿīl Ḥesṣī, visir del emir Abū Dolaf Šaybānī y su hermano Ebrāhīm y terminado hacia el año 1066 (458 AH). En este libro, Asadi Tusi toma y amplía el libro homónimo del poeta Abol Moʾayyed Balkhī (ابوالموید بلخی). El Garshāspnāma versa sobre las hazañas de Garshāsp, ancestro de Rostam, el gran héroe de la mitología persa. A lo largo del libro Asadi Tusi manifiesta sus opiniones acerca del Islam, opinando por ejemplo sobre diversos temas como el monoteísmo.
Tras la conclusión del Garshāspnāma, Asadí Tusí contribuyó notablemente al léxico del idioma persa moderno (فرهنگ لغت فرس), escribiendo un libro titulado Vocabulario persa (لغت فرس, Loghat faras), vocabulario en el cual incluye términos del dari. En este libro, Asadí Tusí incluye fragmentos de las odas de Kalila y Dimna de Rudaki.
Se le conoce además por haber escrito los Poemas de Debate o Dialécticos (قصايد مناظره, Qsaid Monazareh), odas en los cuales un par de protagonistas, a menudo objetos inanimados, compiten entre sí. Este tipo de poesía ha continuado hasta hoy aunque en forma esporádica.
Es considerado como segundo en importancia después de Ferdousí, quien proviene del mismo poblado de Tus. Fallece en Tabriz, hacia el 465 de la hégira (1072/73), lugar en donde también se encuentra su tumba.

## Obras
- Libro de Garshāsp (گرشاسپ‌نام, Garshāspnāma)
- Vocabulario Persa (لغت فرس, Loghat faras)
- Poemas de Debate (قصايد مناظره, Qsaid Monazareh)